# Nausibius sahlbergi
Nausibius sahlbergi es una especie de coleóptero de la familia Silvanidae.

## Distribución geográfica
Habita en Brasil y Florida en (Estados Unidos).